# Алгоритм SPEED
SPEED (Secure Package for Encrypting Electronic Data) — это алгоритм блочного симметричного шифрования, разработанный австралийским криптографом Чжэн Юляном, работавшим в университете Монаша. Основные параметры: раунд, длина блока и длина ключа являются переменными, в этом алгоритм похож на более известный аналог RC5.

## Описание
Шифрование по алгоритму SPEED состоит из двух этапов. Процедура расширения ключа и непосредственно шифрование. Для дешифрования выполняется сначала процедура расширения ключа, а затем операции, обратные процедуре шифрования.

### Параметры
Так как алгоритм SPEED имеет переменные параметры, то для спецификации алгоритма с конкретными параметрами принято указывать (W,L,R), где:
W — это размер блока шифруемых данных, который может принимать значения: 64, 128 и 256 бит соответственно.
L — это размер ключа, который принимает значение L диапазоне от 48 до 256 бит, которое кратно 16.
R — это количество раундов преобразований. Количество преобразований при этом должно быть не менее 32 и кратно 4.

## Шифрование
SPEED, применяя ключ К длиной L бит, преобразует открытый текст M из W бит в зашифрованный С той же длины.
Криптографический ключ K, представляющий собой строку из L бит, сначала расширяется с помощью функции планирования ключей на четыре ключа K1, K2, K3 и К4. Каждый из этих ключей состоит из R цикловых ключей, где указано количество раундов в каждом проходе.
Открытый текст M представляется как 8 строк, {\displaystyle {\tfrac {W}{8}}} бит каждый. Эти 8 строк обрабатываются в фазах P1, P2, P3 и P4 последовательно. Каждая фаза называется проходом и включает в себя ключи К1, К2, К3, К4 соответственно . На выходе мы получим зашифрованный текст С из открытого М.
Все 4 фазы внутреннего прохода P1, P2, P3, P4 работают одинаково, хотя в каждом проходе используется отдельный подключ К1, К2, К3, К4, а также разные нелинейные функции для побитовых логических операций. Ниже на рисунке представлены эти функции:
Фаза 1(P1): F1(X6,X5,X4,X3,X2,X1,X0) = X6X3{\displaystyle \oplus }X5X1{\displaystyle \oplus }X4X2{\displaystyle \oplus }X1X0{\displaystyle \oplus }X0
Фаза 2(P2): F2(X6,X5,X4,X3,X2,X1,X0) = X6X4X0{\displaystyle \oplus }X4X3X0{\displaystyle \oplus }X5X2{\displaystyle \oplus }X4X3{\displaystyle \oplus }X4X1{\displaystyle \oplus }X3X0{\displaystyle \oplus }X1
Фаза 3(P3): F3(X6,X5,X4,X3,X2,X1,X0) = X5X4X0{\displaystyle \oplus }X6X4{\displaystyle \oplus }X5X2{\displaystyle \oplus }X3X0{\displaystyle \oplus }X1X0{\displaystyle \oplus }X3
Фаза 4(P4): F4(X6,X5,X4,X3,X2,X1,X0) = X6X4X2X0{\displaystyle \oplus }X6X5{\displaystyle \oplus }X4X3{\displaystyle \oplus }X3X2{\displaystyle \oplus }X1X0{\displaystyle \oplus }X2

## Расширение ключа
Ключ шифрования/дешифрования K для SPEED представляет собой двоичную строку из L бит, где L является целым числом от 48 до 256 и делится на 16. Функция планирования ключей состоит в том, чтобы «расширять» ключ K на R фрагментов циклового ключа, необходимых для R раундов обработки.

#### Порядок расширения ключа
Основной блок данных в планировании ключей — это двухбайтовые данные. Таким образом, {\displaystyle {\tfrac {L}{8}}} байтный ключ сначала переводится во внутренние {\displaystyle {\tfrac {L}{16}}} двухбайтовые блоки данных kb0,kb1, …, kb{\displaystyle {\tfrac {L}{16}}}-1.
Также в процессе расширения ключа принимают переменные S0, S1, S2. Их размер составляет также 2 байта. Их начальное значение равняется константам Q0, Q1, Q2 соответственно, значение которых прямо зависит от размера ключа шифрования. Значения Q0, Q1, Q2 получают из констант дробной части числа {\displaystyle {\sqrt {15}}}. Первые три константы из дробной части используются для случая L = 48, следующие три для L = 64 и так далее. Таким образом, в общей сложности 42 константы требуются для 14 различных длин ключей. Эти константы показаны ниже в шестнадцатеричной форме.
| DF7B | D629 | E9DB | 362F | 5DO0 | F20F | C3D1 |
| IFD2 | 589B | 4312 | 91EB | 718E | BF2A | IETD |
| B257 | 77A6 | 1654 | 6B2A | 0D98 | A9D3 | 668F |
| 19BE | F855 | 6D98 | 022D | E4E2 | D017 | EA2F |
| 7572 | C3B5 | 1086 | 480C | 3AA6 | 9CAO | 98F7 |
| DOE4 | 253C | C901 | 55F3 | 9BF4 | F659 | D76C |

Алгоритм планирования ключей расширяет наш массив до kblast-1, где last = {\displaystyle {\tfrac {R}{2}}} при W = 64, last = R при W = 128, last = 2R при W = 256.
Дальнейший процесс расширения можно представить в виде нескольких шагов:
1. На переменные S0, S1, S2 действует функция G, которая представляется собой побитовую операцию G(S2, S1, S0) = S2,S1{\displaystyle \oplus }S1,S0{\displaystyle \oplus }S0,S2 (Здесь SiSj побитовое И, а Si{\displaystyle \oplus }Sj битовый XOR). Мы получаем T = G (S0,S1, S2)
2. Полученный результат поворачивает вправо на 5 бит.
3. Далее T = T + S2 + kb[j] (mod 216), где i=j (mod {\displaystyle {\tfrac {L}{16}}}).
4. Происходит сдвиг переменных S0, S1, S2 и новое значение T становится значением переменной S0: kb[i]=T S2=S1 S1=S0 S0=T
5. Этот шаг переводит last двухбайтовые данные kb0, kb1, …, kblast-1 в R цикловых ключей, каждый из которых состоит из {\displaystyle {\tfrac {W}{8}}} бит. Перевод поддерживает порядок двухбайтовых данных.

#### Полезные свойства
Побитовая нелинейная логическая операция используется в каждом раунде. Чтобы усилить шифр против дифференциальной атаки на выходе операции применяется циклический сдвиг, зависящий от данных. Использование максимально нелинейной булевой функции в побитовой булевой операции помогло бы предотвратить линейную атаку.

## Дешифрование
В качестве шифра с закрытым ключом SPEED использует один и тот же ключ как для шифрования, так и для дешифрования. Чтобы расшифровать зашифрованный текст C с помощью ключа K, происходит весь процесс работы алгоритма в обратном порядке, за исключением планирования ключей, который остается неизменным. Другими словами внутренние операции каждого Pi, где i = 1, 2, 3, 4, будут проводиться в обратном порядке.

## Преимущества и недостатки
- Простой и компактный в реализации: при реализации алгоритма на языке программирования C его объём занимает всего около 3 килобайт.
- Алгоритм подвержен различным криптоатакам: дифференциальный криптоанализ и атака на связанные ключи.

Повышения криптоустойчивости можно добиться, увеличивая количество раундов, но это негативно влияет на производительность. Быстродействие алгоритма значительно падает, и становится в несколько раз меньше быстродействия аналогичного криптоустойчивого алгоритма RC5.